# Sabin Ghilea
Sabin Ghilea (n. 18 iulie 1947 la Valea Mare, jud. Dâmbovița) este un fost deputat român în legislatura 1992-1996, ales în județul Suceava pe listele partidului PDSR.